# Ієн Браун (велогонщик)
Ієн Браун (англ. Ian Browne, 22 червня 1931 — 24 червня 2023) — австралійський велогонщик.
Олімпійський чемпіон 1956 року в гонці на 2000 на тандемах, учасник 1960, 1964 років.
Переможець Ігор Співдружності 1958 року в гонці на 10 миль, бронзовий призер 1962 року в спринті на 1000 м.